# Museum der Salzmannschule Schnepfenthal

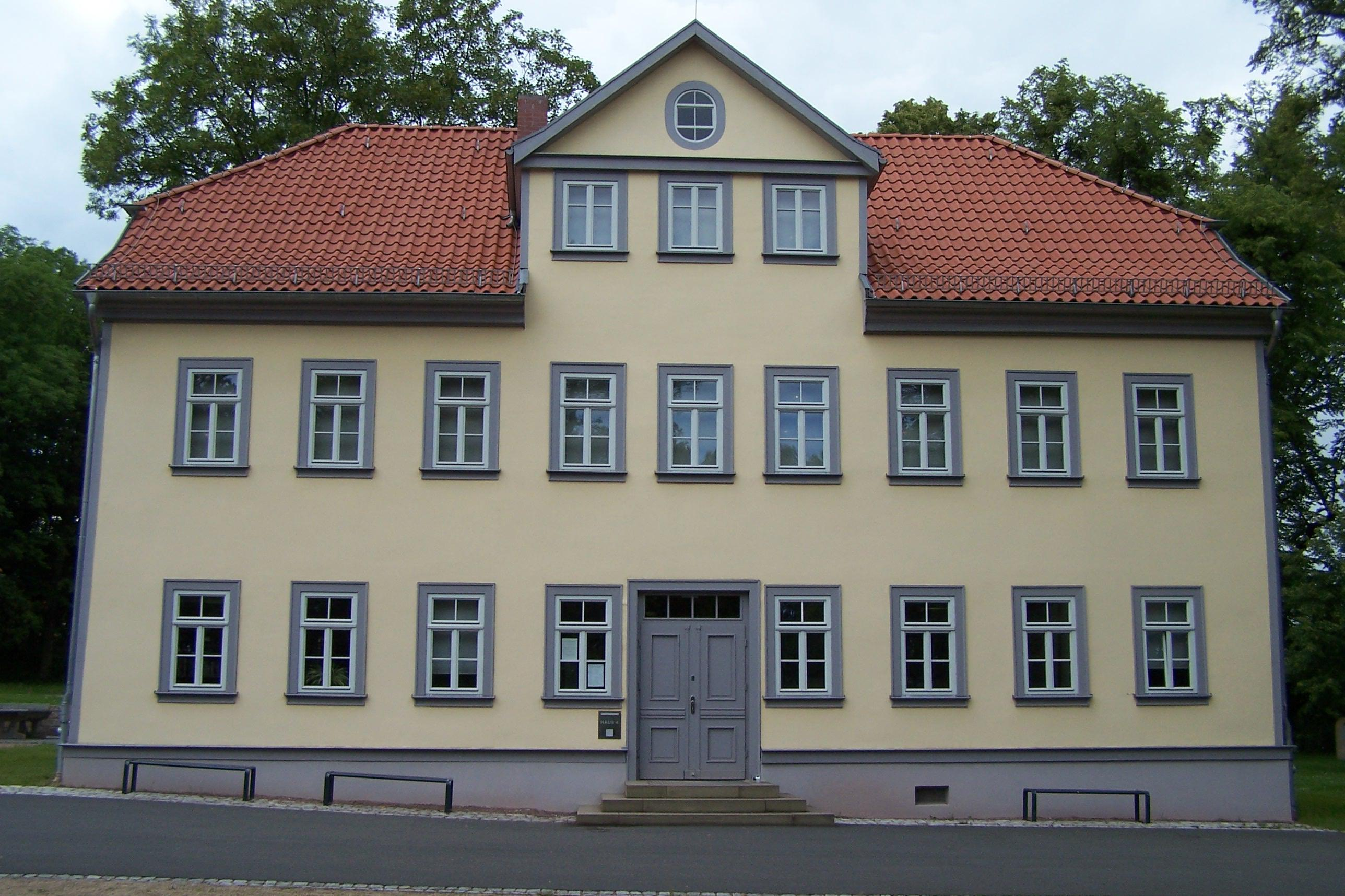
Das Museum in Schnepfenthal

Das Museum der Salzmannschule Schnepfenthal in Waltershausen ist ein Museum zur Geschichte der Pädagogik und des Philanthropismus, zugleich Gedenkstätte für die Begründer  Christian Gotthilf Salzmann und Johann Christoph Friedrich GutsMuths.

## Lage
Das Museum befindet sich auf dem Gelände des Staatlichen Gymnasium Salzmann-Schule im Waltershäuser Stadtteil Schnepfenthal, rechter Hand des Hauptzugangs.

## Geschichte

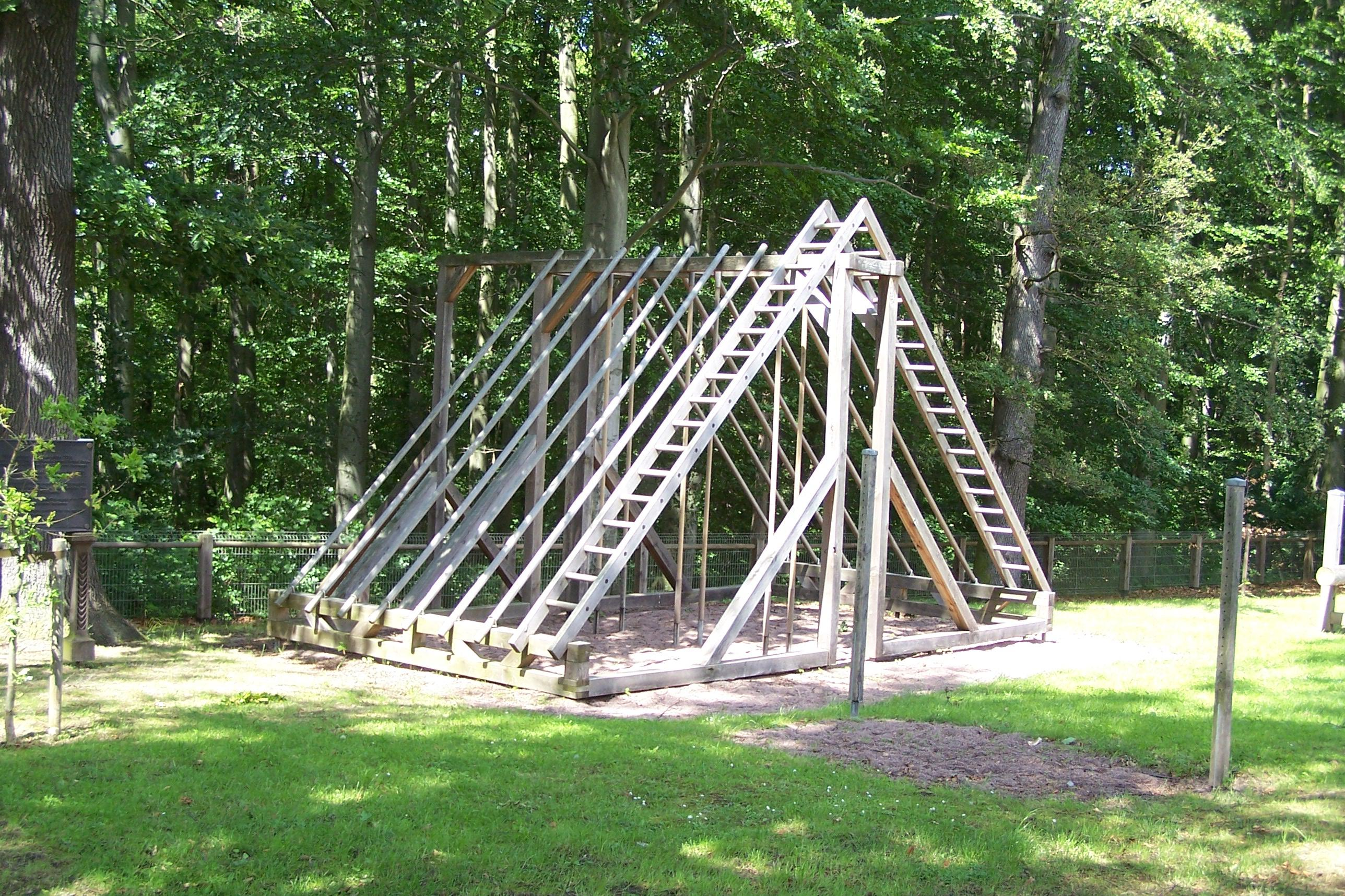
Turnplatz Schnepfenthal

Das Museum wurde 1959 aus Anlass des 200. Geburtstages von Johann Christoph Friedrich GutsMuths eingeweiht. Das Museum verschafft einen Überblick zur Entwicklung der Schule und der Reformpädagogik von der adeligen Bildungs- und Erziehungsanstalt bis zum Gymnasium der Gegenwart. Als Wegbereiter der modernen Pädagogik werden Leben und Schaffen von Salzmann und GuthsMuths veranschaulicht. Biographien bedeutender Absolventen, wie etwa der Geograph Carl Ritter, werden ebenfalls vorgestellt.
Zum Museumsbereich gehört auch der in 500 m Entfernung am nördlichen Ortsrand von Schnepfenthal befindliche Turnerplatz. Dieser von Salzmann erbaute und von GutsMuths seit 1785 benutzte Übungsplatz gilt als erster deutscher Turn- und Gymnastikplatz und steht heute unter Denkmalschutz. Der kürzlich mit der Stadt Waltershausen geschaffene Zöglingsweg führt als Wanderweg zu zahlreichen Exkursionspunkten in der näheren Umgebung der Schule (Schloss Tenneberg, Turnerplatz, Abschiedslinde, Rodelwiese am Herrmannstein, Waldfriedhof).
Das Salzmann-GutsMuths-Museum in Schnepfenthal wurde in den Jahren 2001 bis 2004 mit den ausgelagerten, noch vorhandenen und erhaltenen historischen Beständen der GutsMuths-Gedenkstätte von 1959 als Grundstock, von ehemaligen Schülern des Internats in mehreren tausend ehrenamtlichen Arbeitsstunden unter fachkundiger Leitung eines renommierten Historikers neu konzipiert und aufgebaut. Dabei wurden – vorwiegend aus Spenden des Kuratoriums der Altschnepfenthäler (Abitur-Jahrgänge bis 1945) – insgesamt etwa 100 000 € für den Ankauf von etwa 500 neuen Exponaten, Vitrinen, Tafeln, technischen Geräten usw. investiert. Das Museum gehört seit 2004 dem Thüringischen Museumsverband an und wurde bis zur Übergabe an das Sprachengymnasium Salzmannschule im Jahre 2007 unter Trägerschaft des Landkreises Gotha erfolgreich vom Freundeskreis Salzmannschule (FKS) geleitet. Das Salzmann-GutsMuths-Museum soll mit finanzieller Unterstützung der Kulturstiftungen Hessen-Thüringen und der Kreissparkasse Gotha in ein, mit modernen audio-visuellen Kommunikationsmitteln ausgestattetes Schulmuseum der Salzmannschule mit schuldidaktischem Schwerpunkt unter Einbeziehung der letzten 100 Jahre neuerer Schulgeschichte umgestaltet werden.